# Louis Gagez
Louis Gagez est un peintre contemporain français, né à Colombes (Hauts-de-Seine) en 1979.

## Repères biographiques
Il se forme à l'École supérieure d'art et design Le Havre-Rouen, notamment auprès de Philippe Garel. Il en sort diplômé en 2004.
Il collabore ensuite régulièrement avec la Galerie Duchoze, à Rouen, à travers plusieurs expositions collectives et personnelles. Il travaille également avec RM Galerie à Bourg-en-Bresse.
Dans L'Art caché : les dissidents de l'art contemporain, Aude de Kerros le fait figurer dans le courant des peintres "singuliers".
En 2016, il est lauréat du prix Verdaguer de l'Académie des Beaux-Arts.
Louis Gagez vit et travaille en Rhône-Alpes.

## Expositions
- 2007 : exposition collective Cas d'école. Une libre compagnie de peintres autour de Philippe Garel à la galerie Duchoze à Rouen, au Cri d'Art d'Amnéville-les-Thermes
- 2008 : exposition personnelle à la galerie Duchoze à Rouen
- 2008 : exposition personnelle à la galerie Claude Bourgeois à Barbizon
- 2009 : exposition personnelle Au large d'Antifer au Centre National d'Art Contemporain d'Orléans
- 2010 : exposition collective Impressions contemporaines à l'Hôtel de Région de Haute-Normandie
- 2010 : exposition collective Petits formats à la galerie Duchoze de Rouen
- 2011 : exposition personnelle à la galerie Duchoze à Rouen
- 2012 : exposition personnelle au Château des Stuart à Aubigny-sur-Nère
- 2012 : exposition personnelle à la Prévôté à Saint-Aignan-sur-Cher
- 2013 : exposition collective au Centre d'Art contemporain de Saint-Pierre-de-Varengeville[3]
- 2014 : exposition personnelle à la galerie Duchoze à Rouen
- 2015 : exposition personnelle à la galerie L'Étranger à Grenoble
- 2016 : exposition personnelle à RM Galerie à Bourg-en-Bresse

## Autres
- 2009 : collaboration au spectacle Au large d'Antifer, mise en musique des tableaux de Louis Gagez par le compositeur de jazz Bruno Régnier. Théâtre National d'Orléans[4].